# Eadbaldo de Kent
Eadbaldo (inglês antigo: Ēadbald, ? – 640) foi o rei de Kent de 616 até sua morte em 640. Era filho do rei Etelberto e sua esposa Berta, filha do rei merovíngio Cariberto. Durante seu reinado, Etelberto transformou Kent na força dominante da Inglaterra e se tornou o primeiro rei anglo-saxão a se converter do paganismo ao cristianismo. A ascensão de Eadbaldo ao trono foi um revés significativo para o crescimento da Igreja, já que ele manteve-se pagão e não se converteu ao cristianismo por pelo menos um ano (ou talvez por até oito anos). Eadbaldo foi finalmente convertido por Lourenço ou Justo e se separou de sua primeira esposa, que havia sido sua madrasta, por influência da Igreja. A segunda esposa de Eadbaldo foi Emma, possivelmente uma princesa franca. Ela lhe deu dois filhos, Eormenredo e Earcomberto, e uma filha, Eansvida.
A influência de Eadbaldo era menor que a de seu pai, mas o reino de Kent ainda era poderoso o suficiente para ser omitido da lista de conquistas de Eduíno da Nortúmbria. O casamento de Eduíno com a irmã de Eadbaldo, Etelburga, estabeleceu um bom relacionamento entre os reinos de Kent e Nortúmbria, que parece ter continuado durante o reinado de Osvaldo. Quando Etelburga fugiu para Kent após a morte de Eduíno em meados de 633, ela enviou seus filhos à Frância como medida de segurança, temendo as intrigas de ambos Eadbaldo e Osvaldo. A linhagem real de Kent fez vários casamentos diplomáticos durante os anos seguintes, incluindo o casamento de Eanfleda, sobrinha de Eadbaldo, com Osvio, e de Earcomberto com Sexburga, filha do rei Ana da Ânglia Oriental.
Eadbaldo morreu em 640, sendo sucedido no trono por Earcomberto. Eormenredo pode ter sido seu primogênito, mas se ele sequer reinou foi apenas como rei subalterno.

## Kent nas fontes primitivas

Situação da Inglaterra anglo-saxã na época do nascimento de Eadbaldo

A colonização de Kent por povos continentais, principalmente jutos, foi concluída até o final do século VI. O pai de Eadbaldo, Etelberto, provavelmente chegou ao trono em 589 ou 590, embora a cronologia de seu reinado é muito difícil de determinar com precisão. Etelberto foi registrado pelo cronista primitivo Beda como tendo soberania – ou imperium – sobre outros reinos anglo-saxões. Este domínio levou à prosperidade sob a forma de tributo, e Kent era um poderoso reino na época da morte de Etelberto em 616, com um bem-estabelecido comércio com a Europa continental.
A Britânia romana tinha sido totalmente cristianizada, mas os anglo-saxões mantiveram sua fé nativa. Em 597, Agostinho foi enviado à Inglaterra pelo Papa Gregório I com a missão de convertê-la ao cristianismo. Agostinho aportou no leste de Kent e logo conseguiu converter Etelberto, que lhe ofereceu terras na Cantuária. Dois outros monarcas, Seberto de Essex e Redualdo da Ânglia Oriental, foram convertidos através da influência de Etelberto.
Uma importante fonte para este período na história de Kent é A História Eclesiástica do Povo Inglês, livro escrito em 731 por Beda, monge beneditino de Nortúmbria. O foco de Beda é, primeiramente, a cristianização da Inglaterra, mas ele também fornece informações substanciais sobre a história secular, incluindo os reinados de Etelberto e Eadbaldo. Um dos correspondentes Beda era Albino, abade do mosteiro de São Pedro e São Paulo (posteriormente rebatizado de Santo Agostinho), na Cantuária. Uma série de textos relacionados, conhecidos como lenda de Santa Mildreda, fornece informações adicionais sobre os eventos nas vidas dos filhos de Eadbaldo e lança alguma luz sobre o próprio Eadbaldo. A Crônica Anglo-Saxônica, uma coleção de anais reunidos em cerca de 890 no reino de Wessex, também fornece informações. Outras fontes incluem cartas papais, listas dos reis de Kent e cartas régias. Cartas régias eram documentos elaborados para gravar doações de terras pelos reis aos seus súditos ou para a Igreja, fornecendo algumas das fontes documentais mais antigas da Inglaterra. Nenhuma delas da época do reinado de Eadbaldo existe em sua forma original, mas há algumas cópias posteriores.

## Ancestralidade e família

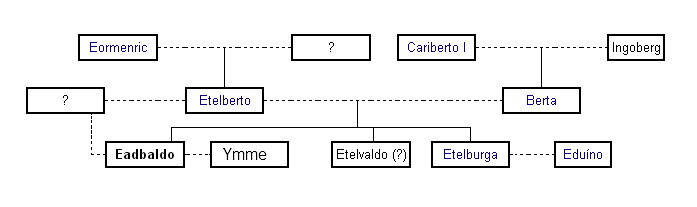
Árvore genealógica de Eadbaldo

A ancestralidade de Etelberto, o pai de Eadbaldo, é fornecida por Beda, que afirma que ele é descendente do legendário fundador de Kent, Hengist. Entretanto, os historiadores acreditam que Hengist e seu irmão Horsa foram, provavelmente, figuras da mitologia. Sabe-se que Etelberto se casou duas vezes, uma vez que Eadbaldo se casou com sua madrasta após a morte de seu pai, o que causou consternação à Igreja.
Eadbaldo tinha uma irmã, Etelburga, que também era provavelmente filha de Berta. Etelburga se casou com Eduíno, rei da Nortúmbria, um dos reis anglo-saxões do século VII. É possível que eles tenham tido um irmão, Etelvaldo; a evidência para isso é uma carta papal endereçada a Justo, arcebispo da Cantuária de 619 a 625, que se refere a um rei chamado "Adulualdo", que é aparentemente diferente a "Audubaldo", que se refere a Eadbaldo. Não há consenso entre os pesquisadores modernos: "Adulualdo" pode ser Etelvaldo e, assim sendo, indicar outro rei, talvez um sub rei de Kent Ocidental; ou pode ser meramente um erro ortográfico que deve ser lido como uma referência a Eadbaldo.
O arcebispo de Lourenço de Cantuária persuadiu Eadbaldo a aceitar o cristianismo e a renunciar sua esposa. Ele então se casou de novo e sua segunda esposa, segundo a tradição local registrada na lenda de Santa Mildreda, chamava-se Ymme e tinha sangue real dos francos, apesar de que tem sido sugerido, por pesquisadores modernos, que ela era a filha de Erquinoaldo, mordomo do palácio da Nêustria, parte ocidental da Frância.

## Kent Ocidental e Oriental
As listas reais sobreviventes mostram apenas um rei governando Kent naquela época, mas sub reinos eram comuns entre os anglo-saxões e há evidências, do reinado de Clotário no final do século VII, de que Kent era geralmente governada por dois reis, apesar de que apenas um deles dominava a política de fato. É menos concreto se esse era o caso antes de Clotário. Cartas forjadas preservam a tradição de que Eadbaldo governou durante o reinado de seu pai, presumivelmente como sub rei de Kent Ocidental. A carta papal que tem sido interpretada como indicadora da existência de Etelvaldo, irmão de Eadbaldo, se refere a ele como rei; se ele existiu, foi presumivelmente sub rei de Eadbaldo.
Os dois reinos de Kent eram Kent Ocidental e Kent Oriental. Kent Ocidental tem menos descobertas arqueológicas de tempos remotos do que Kent Oriental; as descobertas do reino oriental se distinguem em seu caráter por mostrarem influências dos jutos e francos. A evidência arqueológica, combinada com a divisão política em dois reinos, torna provável que a origem dos sub reinos tenha sido a conquista da porcão ocidental (que seria outro reino) por Kent, que teria sido a primeira área ocupada pelos invasores.

## Ascensão e reação pagã
Eadbaldo ascendeu ao trono após a morte de seu pai em 24 de fevereiro de 616 (ou 618). Apesar de Etelberto ter sido cristão desde meados de 600 e de sua esposa Berta também ter sido cristã, Eadbaldo era pagão. Berta morreu algum tempo antes da ascensão de Eadbaldo e Etelberto se casou de novo. O nome da segunda esposa dele não foi registrado, mas é possível que ela fosse pagã, já que se casou com Eadbaldo, seu enteado, após a morte do marido – tal união era proibida pela Igreja.
Beda registrou que o repúdio de Eadbaldo ao cristianismo foi um "severo empecilho" ao crescimento da Igreja. Seberto, rei de Essex, se tornou cristão por influência de Etelberto, mas, com a morte dele, no mesmo período, seus filhos expulsaram Melito, bispo de Londres. Segundo Beda, Eadbaldo foi punido por sua falta de fé com "ataques frequentes de insanidade" e possessão por um "espírito do mal" (provavelmente em referência a ataques de epilepsia), mas foi finalmente persuadido a renunciar sua esposa e adotar o cristianismo. A segunda esposa de Eadbaldo, Ymme, era franca, e pode ser que os fortes laços de Kent com a Frância tenham influenciado em sua conversão. É possível que os missionários da Cantuária tivessem o apoio dos francos. Na década de 620, a irmã de Eadbaldo, Etelburga, retornou a Kent, mas enviou seus filhos para a corte do rei Dagoberto I da Frância; além de laços diplomáticos, o comércio com os francos era importante para Kent. Especula-se que a pressão franca teve papel fundamental na conversão de Etelbaldo, assim como na conversão e no casamento de Eadbaldo, que teriam sido, todas, decisões diplomáticas.
Em duas sepulturas de um preservado cemitério anglo-saxão dos séculos VI e VII em Finglesham foram encontrados um pingente de bronze e uma fivela dourada com desenhos que se relacionam um com o outro e podem ser símbolos de atividade religiosa envolvendo a divindade germânica de Odin. Esses objetos são provavelmente datados do período da reação pagã ao cristianismo liderada por Eadbaldo.

### Descrição de Beda
A descrição de Beda sobre a rejeição de Eadbaldo à Igreja e sua subsequente conversão é bastante detalhada, mas inconsistente. A versão de Beda para os eventos é a seguinte:
- 24 de fevereiro de 616: Etelberto morre e Eadbaldo ascende ao trono.[4]
- 616: Eadbaldo lidera uma reação pagã ao cristianismo. Ele se casa com sua madrasta, em oposição à lei da Igreja, e se recusa a ser batizado. Na mesma época, Melito, bispo de Londres, é expulso pelos filhos de Seberto em Essex e foge para Kent.[4]
- 616: Melito e Justo, bispo de Rochester, partem de Kent para a Francia.[4]
- 616/617: Algum tempo após a partida de Melito e Justo, Lourenço da Cantuária planeja partir para a Francia, mas tem uma visão na qual São Pedro o flagela. Na manhã seguinte, ele mostra as cicatrizes a Eadbaldo, que se converte ao cristianismo.[20]
- 617: Justo e Melito retornam da Francia. Justo é restabelecido em Rochester.[4]
- 619: Lourenço morre e Melito o substitui como arcebispo da Cantuária.[21]
- 619-624: Eadbaldo constrói uma igreja que é consagrada por Melito.[20]
- 24 de abril de 624: Melito morre e Justo o substitui como arcebispo da Cantuária.[21]
- 624: Após a ascensão de Justo, o Papa Bonifácio V escreve-lhe para dizer que ficou sabendo através das do rei "Aduluald" (possivelmente um erro do escriba) da conversão do rei de Kent. Bonifácio lhe envia um pálio com a carta, acrescentando que este somente deve ser usado para celebrar "os santos mistérios".[22]
- Até 625: Eduíno de Deira, rei da Nortúmbria, pede a mão em casamento de Etelburga, irmão de Eadbaldo. Eduíno descobre que, para se esposar com ela, deveria praticar o cristianismo e se batizar.[23]
- 21 de julho de 625: Justo consagra Paulino como bispo de Iorque.[23]
- Julho de 625 ou mais tarde: Eduíno se concorda com os termos e Etelburga viaja para a Nortúmbria, acompanhada de Paulino.[23]
- Páscoa de 626: Etelburga dá a luz a uma filha, Eanfleda.[23]
- 626: Eduíno completa uma campanha militar contra a Saxônia Ocidental.[23] Quase ao mesmo tempo, Bonifácio escreve cartas para Eduíno e Etelburga. A carta para Eduíno o orienta a aceitar o cristianismo e se refere à conversão de Eadbaldo. A carta para Etelburga menciona que o papa ouviu falar da conversão de Eadbaldo e encoraja-a a incentivar a conversão de seu marido, Eduíno.[24]

## Cronologia alternativa
Embora a narrativa de Beda ser amplamente aceita, uma cronologia alternativa foi proposta por D.P. Kirby. Kirby ressalta que a carta de Bonifácio a Etelburga deixa claro que a notícia da conversão de Eadbaldo é recente, e que seria impensável que Bonifácio não teria se mantido atualizado sobre o estado da conversão de Eadbaldo. Assim sendo, Eadbaldo pode ter sido convertido por Justo, como está implícito na carta de Bonifácio a Justo. O pálio que acompanha a carta indica que Justo era o arcebispo à época, e a duração do arcebispado de Melito mostra que mesmo que as datas de Beda estejam um pouco erradas, Eadbaldo foi convertido depois de 621 e antes de abril de 624, já que Melito consagrou uma igreja para Eadbaldo antes de sua morte, que ocorreu no mês de abril de 624. A descrição da flagelação milagrosa de Lourenço por São Pedro pode ser desconsiderada como uma invenção hagiográfica posterior do mosteiro de Santo Agostinho.
Conforme mencionado anteriormente, tem sido sugerido que o rei "Adulualdo" na carta para Justo é o rei Etelvaldo, talvez sub rei de Kent Ocidental. Assim sendo, pode ser que Lourenço converteu Eadbaldo e Justo converteu Etelvaldo. Também é considerado que Justo não era o arcebispo, já que ele só poderia utilizar o pálio em circunstâncias limitadas; no entanto, a mesma frase é encontrada na carta enviada junto com o pálio para o arcebispo Agostinho, também segundo Beda. Outra possibilidade é que a carta era, na verdade, duas cartas diferentes. Segundo esta visão, Beda teria juntado a carta com o pálio com a carta parabenizando Justo pela conversão o que, de acordo com Beda, ocorreu sete anos antes; no entanto, os detalhes gramaticais nos quais esta sugestão se baseia não são exclusivos desta carta e, como resultado, elas são geralmente consideradas como uma única composição.
A carta para Etelburga deixa claro que ela já era casada na época em que a notícia da conversão de Eadbaldo chegou a Roma. Isso é inconsistente com a data que Beda dá para a conversão dele, e tem sido sugerido em defesa Beda que Etelburga se casou com Eduíno substancialmente mais cedo e ficou em Kent até 625 antes de viajar para Roma e que a carta foi escrita enquanto ela ainda estava em Kent. No entanto, segundo a carta papal, Bonifácio pensava que Etelburga estava ao lado de seu marido. Parece, também, que a carta para Justo foi escrita depois das cartas para Eduíno e Etelburga; as cartas de Bonifácio para Eduíno e Etelburga indicam que ele ficou sabendo da conversão de Eadbaldo através de mensageiros, mas a carta para Justo indica que ele ficou sabendo através do próprio rei.
A história do casamento de Etelburga depender da conversão de Eduíno tem sido questionada, uma vez que a revisão da cronologia torna provável, embora não certo, que o casamento tenha sido arranjado antes da conversão de Eadbaldo. Assim sendo, teria sido a Igreja que se opôs ao casamento, e Etelburga já teria sido cristã antes da conversão de Eadbaldo. A história da consagração de Paulino também é problemática, uma vez que ele não foi consagrado até pelo menos 625 ou mais tarde, ou seja, depois da última data possível para o casamento de Etelburga. No entanto, é possível que ele viajou para a Nortúmbria antes de sua consagração e só mais tarde se tornou bispo.
Segue, abaixo, a cronologia revista de alguns desses eventos, levando em conta as considerações acima:
- 616: Eadbaldo lidera uma reação pagã ao cristianismo.
- 616: Melito e Justo, bispo de Rochester, partem de Kent para a Frância.[4]
- 619: Lourenço morre e Melito o substitui como arcebispo da Cantuária.[20]
- Início de 624: Just o converte Eadbaldo. Mensageiros são enviados a Roma para contar a novidade para o papa.[22] O casamento de Etelburga com Eduíno é arranjado, talvez antes da conversão.[23] Eadbaldo constrói uma igreja e Melito a consagra.[20]
- 24 de abril de 624: Melito morre e Justo o substitui como arcebispo da Cantuária.[21]
- Metade de 624: Eduíno concorda com os termos para o casamento e Etelburga viaja para a Nortúmbria, acompanhada de Paulino.[23]
- Final de 624: O papa recebe a notícia da conversão de Eadbaldo e escreve para Etelburga e Eduíno.[24]
- Mais tarde em 624: O papa recebe a notícia da conversão de Eadbaldo do próprio rei e também fica sabendo da morte de Melito. Ele escreve para Justo, enviando-lhe o pálio.[22]
- 21 de julho de 625 (ou 626): Justo consagra Paulino como bispo de Iorque.[23]

Esta cronologia estende a duração da reação pagã de menos de um ano, na narrativa Beda, a cerca de oito anos, o que representa um retrocesso mais grave para a Igreja.

## Relações com outros reinos ingleses e com a Igreja

Os filhos e netos de Eadbaldo

A influência de Eadbaldo sobre outros reinos anglo-saxões foi menor do que a de Etelberto. O poder reduzido de Eadbaldo é evidente em sua incapacidade de restaurar Melito como bispo de Londres; segundo Beda, sua autoridade sobre Essex "não foi tão eficaz como a de seu pai". No entanto, o poder de Kent ainda era grande o suficiente para tornar atraente a outros reinos a aliança com parentes de Eadbaldo. O casamento de Eduíno com a irmã de Eadbaldo, Etelburga, foi provavelmente motivado pelo desejo de ganhar acesso privilegiado à comunicação com o continente. A união também teria sido valiosa para Eadbaldo; pode ter sido por causa dess aliança que a soberania de Eduíno sobre a Grã-Bretanha não incluía Kent. Outro fator no tratamento dado por Eduíno a Kent pode ter sido o local do arcebispado da Cantuária; Eduíno estava ciente da importância do status metropolitano da Cantuária e queria tornar Iorque um arcebispado também, sob a liderança de Paulino. Paulino eventualmente retornou para Kent, onde, a pedido de Eadbaldo e Honório, se tornou bispo de Rochester, sendo que o arcebispado de Iorque só seria fundado no século seguinte. Cerca de um ano após a morte de Eduíno, em 633 ou 634, Osvaldo assumiu o trono de Nortúmbria e parece que suas relações com Eadbaldo se baseavam nas de Eduíno. O sucessor de Osvaldo, Osvio, se casou com Eanfleda, filha de Eduíno e sobrinha de Eadbaldo e, assim sendo, ganhando ligações com Deira e Kent.
Eadbaldo e Ymme tiveram uma filha, Eansvida, que fundou um monastério em Folkestone, em Kent, e dois filhos, Earcomberto e Eormenredo. Eormenredo era o mais velho dos dois, e pode ter tido o título de regulus, ou seja, sub rei de Kent. É provável que ele tenha morrido antes de seu pai, deixando o trono para Earcomberto. Um outro filho, Ecgfrith, é mencionado numa carta de Eadbaldo, mas a carta é um documento falso, provavelmente datado do século XI.
Muitos dos parentes próximos de Eadbaldo estiveram envolvidos em casamentos diplomáticos. O rei Ana da Ânglia Oriental casou sua filha, Sexburga, com Earcomberto, e a filha deles, Ermenilda, se casou com Vulfário de Mércia, um dos reis mais poderosos de sua época. Eanfleda, sobrinha de Eadbaldo, se casou com Osvio, rei da Nortúmbria e último dos anglos do norte a conservar um imperium sobre o sul da Inglaterra. A neta de Eadbaldo, Eafe, se casou com Merval, rei de Magonsaete.

## Comércio e ligação com os francos
Há pouca evidência documental sobre a natureza do comércio no reinado de Eadbaldo. Sabe-se que os reis de Kent estabeleceram controle sobre o comércio no final do século VII, mas não se sabe quando esse controle começou. Existem evidências arqueológicas que apontam que a influência real predata qualquer fonte escrita e que pode ter sido o pai de Eadbaldo, Etelberto, que tomou o controle do comércio da aristocracia e transformou a atividade num monopólio real. O comércio com o continente fornecia a Kent acesso a bens luxuosos, o que dava ao reino uma vantagem quando fazia comércio com outras nações anglo-saxãs, sendo que a receita desse comércio era importante para a manutenção do reino. Kent comerciava o vidro e as joias que produzia com os francos; produtos de Kent foram encontrados na foz do rio Loire, ao sul da Bretanha. Também havia, provavelmente, um nascente comércio de escravos. A riqueza que tal comércio trouxe para Kent pode ter sido a base para a continuada, embora diminuída, influência de Kent durante o reinado de Eadbaldo.
Moedas foram provavelmente cunhadas pela primeira vez em Kent durante o reinado de Etelberto, apesar de nenhuma delas trazer seu nome. As primeiras moedas de ouro do reino eram provavelmente os xelins (scillingas em inglês antigo) que são mencionados nas leis de Etelberto. As moedas também são conhecidas pelos numismáticos como trimessas. As trimessa são conhecidos a partir do reinado Eadbaldo; mas poucas levam o nome dele, uma dessas foi cunhada em Londres e traz a inscrição "AVDVARLD". Tem sido sugerido que os reis ainda não detinham o monopólio sobre a produção de moedas naquele período.
As ligações com a Frância iam além do comércio e do casamento entre Etelberto e Eadbaldo com princesas francas. A neta de Eadbaldo, Eorcengota, se tornou freira no Mosteiro de Notre-Dame de Faremoutiers, e sua bisneta, Mildreda, foi uma freira no Mosteiro de Chelles. Quando Eduíno morreu, em meados de 632, Etelburga, acompanhada de Paulino, fugiu pelo mar para a corte de Eadblado em Kent; num sinal dos laços de sua família com os francos, ela enviou seus filhos para a corte do rei Dagoberto I da Francia, no intuito de mantê-los afastados das intrigas de Eadbaldo e Osvaldo da Nortúmbria.

## Sucessão
Eadbaldo morreu em 640 e, de acordo com a lenda de Santa Mildreda, foi sucedido somente por Earcomberto. No entanto, Eormenredo pode ter sido sub rei de Earcomberto; a versão dos fatos narrada pela lenda de Santa Mildreda pode ter sido uma tentativa de tirar crédito dos reclamantes ao trono da linhagem de Eormenredo.